# Sean Davis
Sean Davis (ur. 20 września 1979 w Londynie) – angielski piłkarz grający na pozycji pomocnika w Boltonie Wanderers.

## Kariera klubowa
Davis urodził się w londyńskiej dzielnicy Lambeth. Jako dziecko uczęszczał do szkółki piłkarskiej Fulham. Przed sezonem 1996/97 został włączony do kadry tego zespołu i zadebiutował w nim mając 17 lat i 25 dni w meczu przeciwko Cambridge United. W sezonie 1999/00 stał się podstawowym graczem zespołu z Craven Cottage, a w następnym wraz z kolegami z drużyny awansował do Premier League. Pierwszego gola dla The Cottagers strzelił 10 sierpnia 1999 roku w wygranym 2:1 spotkaniu z Northampton Town rozegranym w ramach Pucharu Ligi Angielskiej. Pierwszy raz na listę strzelców w angielskiej ekstraklasie wpisał się 24 sierpnia 2002 roku, pokonując bramkarza Middlesbrough. Ostatni występ w Fulham zaliczył 15 maja 2004 roku w meczu z Boltonem. Łącznie w londyńskiej drużynie rozegrał 198 meczów i strzelił w nich 20 goli.
1 lipca 2004 roku, po ośmiu sezonach spędzonych w Fulham, Davis trafił do Tottenhamu. W Spurs zadebiutował 14 sierpnia 2004 roku w ligowym meczu z Liverpoolem. Davis nie mógł wywalczyć sobie miejsca w podstawowym składzie drużyny z White Hart Lane, często siadał na ławce lub oglądał mecze z trybun. W sezonie 2005/06 wystąpił tylko w jednym meczu, pojawiając się na boisku w 67.minucie spotkania z Grimsby Town. Był to jego ostatni mecz w barwach Kogutów. Łącznie w Tottenhamie rozegrał 17 meczów w których nie strzelił żadnego gola.
W zimowym okienku transferowym 2006, zawodnik podpisał kontrakt z Portsmouth. W Pompey zadebiutował 14 stycznia 2006 roku w przegranym meczu z Evertonem. Po kilkunastu dobrych występach w sezonie 2005/06, Davis stał się podstawowym zawodnikiem ekipy z Fratton Park. Pierwszego gola dla Portsmouth strzelił 29 stycznia 2006 roku w przegranym 1:2 spotkaniu z Liverpoolem, rozegranym w ramach Pucharu Anglii. W sezonie 2006/07 wystąpił w 31 meczach ligowych, a w następnym wraz z kolegami z drużyny zdobył Puchar Anglii, jednak w finałowym meczu z Cardiff City nie zagrał ani jednej minuty.
W czerwcu 2009 roku Davis przeszedł do Boltonu Wanderers. W nowym klubie zadebiutował 15 sierpnia w meczu z Sunderlandem.
| Sezon     | Klub       | Kraj   | Rozgrywki                    | Mecze | Bramki |
| --------- | ---------- | ------ | ---------------------------- | ----- | ------ |
| 1996/1997 | Fulham     | Anglia | Football League Two          | 1     | 0      |
| 1997/1998 | Fulham     | Anglia | Football League One          | 0     | 0      |
| 1998/1999 | Fulham     | Anglia | Football League One          | 6     | 0      |
| 1999/2000 | Fulham     | Anglia | Football League Championship | 26    | 0      |
| 2000/2001 | Fulham     | Anglia | Football League Championship | 40    | 6      |
| 2001/2002 | Fulham     | Anglia | Premier League               | 30    | 0      |
| 2002/2003 | Fulham     | Anglia | Premier League               | 28    | 3      |
| 2003/2004 | Fulham     | Anglia | Premier League               | 24    | 5      |
| 2004/2005 | Tottenham  | Anglia | Premier League               | 15    | 0      |
| 2005/2006 | Portsmouth | Anglia | Premier League               | 17    | 1      |
| 2006/2007 | Portsmouth | Anglia | Premier League               | 31    | 0      |
| 2007/2008 | Portsmouth | Anglia | Premier League               | 22    | 1      |
| 2008/2009 | Portsmouth | Anglia | Premier League               | 30    | 1      |

## Kariera reprezentacyjna
W latach 2000–2002 Davis regularnie powoływany był do Reprezentacji Anglii U-21. W młodzieżówce wystąpił 12 razy i raz wpisał się na listę strzelców. Zimą 2003 roku został powołany na towarzyskie spotkanie kadry A z Australią, rozegrane 12 lutego. W tym spotkaniu jednak nie wystąpił. Do tej pory nie rozegrał żadnego meczu w dorosłej kadrze Anglii.

## Sukcesy
- Puchar Anglii (1) : 2008